# Vyacheslav Vasilievich Sazonov
Vyacheslav Vasilievich Sazonov (em russo:  Вячеслав Васильевич Сазонов; Moscou, 25 de agosto de 1935 – Moscou, 3 de fevereiro de 2002) foi um matemático soviético-russo, especialista em probabilidade e teoria da medida. É conhecido pelo teorema de Sazonov.

## Formação e carreira
Graduado em 1958 pela Universidade Estatal de Moscou, onde obteve um doutorado em 1961, orientado por Yuri Prokhorov, com a tese "Распределения вероятностей и характеристические функционалы" (Probability distributions and characteristic functionals). Sazonov trabalhou no Instituto de Matemática Steklov de 1958 a 2002. Recebeu em 1968 o Doutorado Russo em Ciências (Doktor nauk) com a tese "Исследования по многомерным и бесконечномерным предельным теоремам теории вероятностей" (Investigations of multidimensional, infinite-dimensional and limit theorems of the theory of probabilities). Foi palestrante convidado do Congresso Internacional de Matemáticos em Nice (1970: Sur les estimations de la rapidité de convergence dans le théoreme limite central (cas de dimension finie et infinie). De 1971 a 1999 foi professor do Departamento de Matemática Estatística, Faculdade de Matemática Computacional e Cibernética, Universidade Estatal de Moscou.

## Publicações selecionadas
- Sazonov, V. V. (1981). Normal approximation—some recent advances. Col: Lecture Notes in Mathematics. vol. 879. [S.l.]: Springer. doi:10.1007/BFb0096862
- Prokhorov, Yuri V.; Sazonov, V. V., eds. (1987). Proceedings of the 1st World Congress of the Bernoulli Society: Tashkent, USSR, 8–14 September 1986. Vol. 1. [S.l.]: VNU Science Press
- Sazonov, V. V.; Zalesskii, B. A.; Ulyanov, V. V. (1989). «Normal approximation in Hilbert space.». Theory of Probability and Its Applications. 33 (2): 207–227
- Sazonov, V. V.; Zalesskii, B. A.; Ulyanov, V. V. (1989). «Normal approximation in Hilbert space.». Theory of Probability and Its Applications. 33 (3): 473–487